# 吳賡枚
吳賡枚（?—?），字郭虞，安徽桐城人。

## 生平
嘉慶四年（1799年）己未二甲第三名進士，充实录馆纂修。授礼部祠祭司主事，再升郎中，修《学政全书》。升遷為山东道监察御史。吳賡枚個性忠愨，為清代理學家。晚年主讲於安庆书院。著有《吴御吏奏稿》2卷、《惜阴书屋文集》4卷、诗钞14卷。